# معافمحله (مقاطعة فومن)
معافمحله (بالفارسية: معافمحله) هي قرية تقع في غيلان في إيران. يقدر عدد سكانها بـ 244 نسمة بحسب إحصاء 2016.